# Callereca teteana
Callereca teteana is een hooiwagen uit de familie Assamiidae. De wetenschappelijke naam van Callereca teteana gaat terug op Roewer.